# Forum Universal das Culturas

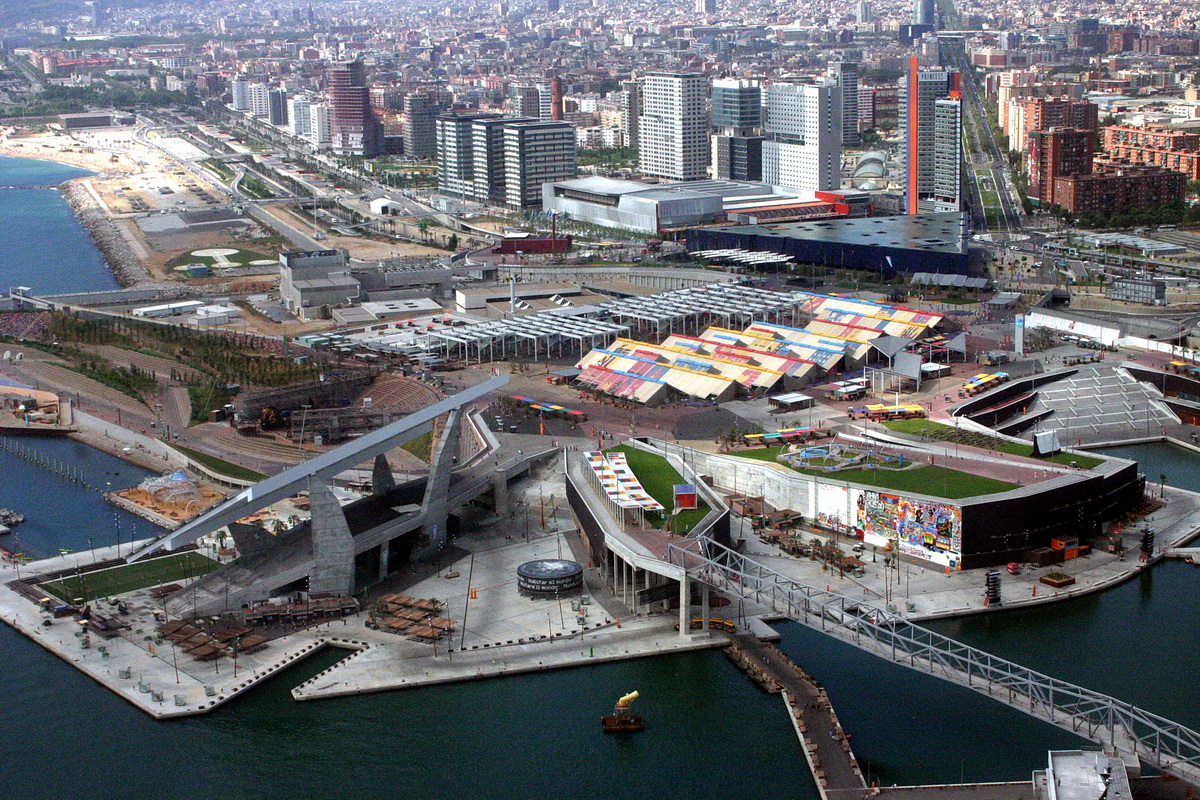
Forum Universal das Culturas

O Fórum Universal das Culturas é um acontecimento internacional, que se celebra a cada três anos, com uma duração aproximada de três a cinco meses. Suas principais actividades se desenvolvem em um recinto ou núcleo central, onde mediante exposições, espectáculos, conferências e outras atividades. Seus objetivos são a defesa da paz, o desenvolvimento sustentável e a diversidade cultural.

## História
O primeiro Forum organizado foi na cidade de Barcelona no ano de 2004.Foi inaugurado em 8 de maio pelo rei da Espanha Juan Carlos I, e durou 141 dias, até 26 de setembro do mesmo ano. Durante esse período, o recinto do Forum recebeu a visita de 3.323.123 pessoas. 
A edição de 2007 foi realizada em Monterrey, México. 
A terceira edição foi realizada em 2010 em Valparaíso (Chile). 
Em 2013, o fórum foi realizado em Nápoles, Itália. 